# Bundesautobahn 687
Pour les articles homonymes, voir A687.
La Bundesautobahn 687 était le projet d'une Bundesautobahn dans les Länder de Bavière et de Hesse.

## Histoire
L'A 687 devait relier Stockstadt am Main à Obernburg am Main. L'autoroute devait commencer à l'échangeur de Mainhausen de la Bundesautobahn 45, puis suivre un large arc vers l'ouest autour d'Aschaffenbourg, puis longer le côté gauche du Main jusqu'à Obernburg am Main. Au lieu de cela, l'extension à quatre voies de la Bundesstraße 469 est mise en œuvre, qui commence peu avant l'échangeur de Stockstadt avec la Bundesautobahn 3 et s'étend désormais au-delà de Streitfurt. De là, la Bundesstraße 469 continue en grande partie sur deux voies jusqu'à Amorbach.